# K&Oエナジーグループ
K&Oエナジーグループ株式会社は、関東天然瓦斯開発株式会社とその子会社であった大多喜ガス株式会社が共同株式移転により設立した持株会社。天然ガスの開発・採取から小売までを一貫して提供する体制とすべく設立された。

## 沿革
- 1931年（昭和6年）5月 - 大多喜天然瓦斯株式会社（現・関東天然瓦斯開発）を設立。天然ガス事業を開始。
- 1937年（昭和12年）6月 - ヨード事業を開始。
- 1956年（昭和31年）8月 - 大天瓦斯販売株式会社（現・大多喜ガス）を新設し、都市ガス販売業務を営業譲渡。
- 2014年（平成26年）1月 - 関東天然瓦斯開発と大多喜ガスが共同株式移転によりK&Oエナジーグループ株式会社を設立。両社は完全子会社となる。
- 2015年（平成27年）10月 - 株式会社房総コンピューターサービスを吸収合併。
- 2017年（平成29年）5月 - 本社を東京都中央区から千葉県茂原市へ移転。
- 2018年（平成30年）7月 - 株式会社WELMAを子会社化。

## 関連会社

### 連結子会社
- 関東天然瓦斯開発株式会社 - 天然ガスの開発・採取・販売とヨードの製造・販売
- 大多喜ガス株式会社 - 一般ガス事業者
- 日本天然ガス株式会社 - 51.7%出資。天然ガスの採取・販売とヨードの製造・販売
- 株式会社WELMA - 地熱調査井・蒸気井・還元井の掘削および維持修繕

### 非連結子会社
- 株式会社上總ボーリング - 関東建設の子会社。さく井工事
- KNG AMERICA, INC. - 子会社（100%出資）。アメリカ合衆国ユタ州での石油・天然ガス開発
- 株式会社新栄エンジニア - ガス設備の設計等
- 大多喜ガスパートナー株式会社 - LPガス・圧縮天然ガスに関連する業務の受託